# Леон Райх
Леон Райх (пол. Leon Reich; 11 липня 1879, Дрогобич — 1 грудня 1929, Львів) — польський політичний діяч-сіоніст, депутат 1-го і 2-го скликань Сейму ІІ Речі Посполитої.

## Біографія
Закінчив право у Львівському університеті, згодом у 1910-1912 роках вивчав політологію в Парижі, у Паризькій школі політичних наук.
Уже під час навчання долучився до сіоністського руху, у 1902/03 навчальному році був президентом Товариства рігорозантів. У 1905 і 1911 роках був делегатом сіоністського конгресу в Базелі. Був членом виконавчої влади Сіоністської організації Східної Малопольщі. У 1913 році він став членом виконавчого комітету Всесвітньої сіоністської організації та виконавчого комітету Всесвітньої організації захисту прав єврейської меншини.

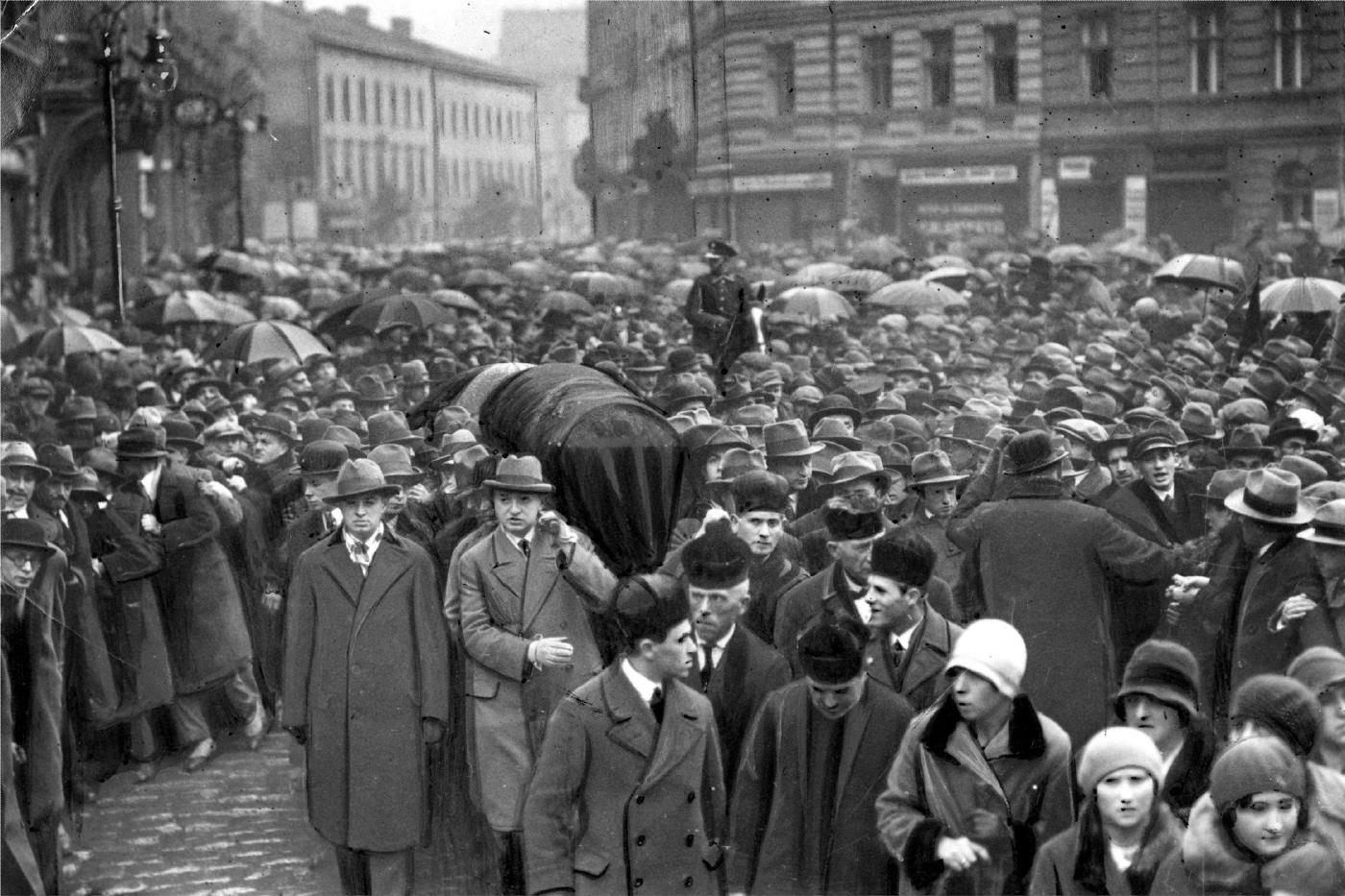

До 1914 року працював адвокатом. У листопаді 1918 року разом з іншими сіоністами був інтернований польською владою за звинуваченням у зв’язках з українськими націоналістами. Завдяки допомозі єврейських політиків, як польських, так і західноєвропейських, він швидко покинув в'язницю та поїхав до Парижа, де став членом єврейської делегації під час мирної конференції. У 1919 році повернувся до Львова.
Обраний депутатом до Сейму першого терміну в 1922 році, він належав до Єврейської парламентської групи, головою якої був у 1924–1925 роках. Зійшов з керівництва ЄПГ внаслідок фіаско т. зв укладена з урядом Грабського польсько-єврейська мирова угода.
Належав до єврейської релігійної громади у Львові.

## Дивись також
- Євреї в парламенті Другої польської республіки